# Якість товарної нафти
Якість товарної нафти (англ. quality of stock-tank oil; нім. Tankerdölqualität, Reinölqualität f) – ступінь відповідності нафти як товарної продукції кондиціям за вмістом води, хлористих солей, механічних домішок і величиною тиску насиченої пари при температурі здавання споживачеві (нафтотранспортному підприємству чи нафтопереробному заводові). Нафту і газовий конденсат підрозділяють на три групи якості: І, ІІ, ІІІ.
- Група якості	І

Вміст:
- - -	солей, мг/л - 100;
  - -	води, % - 0,5;
  - -	механічна домішка, %	0,05.
- Група якості	ІІ
  - -	солей, мг/л - 300;
  - -	води, % - 1;
  - -	механічна домішка, %	0,05.
- Група якості	ІІІ
  - -	солей, мг/л - 900;
  - -	води, % - 1;
  - -	механічна домішка, %	0,05.

Тиск насиченої пари для всіх трьох груп, кПа	66,65.	
Окрім того, якість нафти ще характеризують за вмістом сірки (%): 
- малосірчиста (0-0,5);
- сірчиста (0,51-1,9);
- високосірчиста (понад 1,9).